# Adobe Flash
Az Adobe Flash az Adobe Systems termékcsaládba tartozó szoftver volt. Az internetes grafikát forradalmasító szoftver 2009-ben még az asztali számítógépek 99%-án működött, azonban a biztonsági hibái és a technológiát nagyrészt kiváltó HTML5 elterjedtsége miatt 2021. január 1-jén megszűnt a támogatása.
A művészek Flash grafikákat és animációkat készíthetnek az Adobe Animate (korábban Adobe Flash Professional) felhasználásával. A szoftverfejlesztők előállíthatnak alkalmazásokat és videójátékokat az Adobe Flash Builder, FlashDevelop, Flash Catalyst vagy bármilyen szövegszerkesztő segítségével, ha az Apache Flex SDK-vel használják.
A végfelhasználók megtekinthették a Flash tartalmat Flash Player (webböngészők), AIR (asztali vagy mobilalkalmazások) vagy harmadik fél lejátszóinak, például Scaleform (videójátékok) segítségével. Az Adobe Flash Player (a Microsoft Windows, a MacOS és a Linux támogatott) lehetővé tette a végfelhasználók számára a Flash tartalom megtekintését webböngészők segítségével. Az Adobe Flash Lite lehetővé tette a Flash-tartalom régebbi okostelefonokon való megtekintését, de az Adobe AIR megszüntette és felváltotta.
Az ActionScript programozási nyelv lehetővé tette interaktív animációk, videójátékok, webes alkalmazások, asztali alkalmazások és mobilalkalmazások fejlesztését. A programozók az Adobe Animate, az Adobe Flash Builder, az Adobe Director, a FlashDevelop és a Powerflasher FDT segítségével IDE-vel használhatták a Flash szoftvert. Az Adobe AIR lehetővé teszi a teljes funkcionalitású asztali és mobil alkalmazások fejlesztését a Flash használatával és közzétételüket Windows, macOS, Android, iOS, Xbox One, PlayStation 4, Wii U és Nintendo Switch számára.
Noha a Flash korábban az online multimédia tartalom domináns platformja volt, lassan elhagyják, mivel az Adobe támogatja a HTML5, Unity vagy más platformokra való áttérést. A Flash Player elavult, és hivatalos élettartama 2020. december 31-én lejárt. Az Adobe azonban tovább folytatja az Adobe Animate fejlesztését, amelynek középpontjában az olyan webes szabványok támogatása áll, mint például a HTML5, az elavult Flash formátum helyett.

## A Flash története
1993 januárjában, Jonathan Gay, Charlie Jackson és Michelle Welsh egy kis szoftvercéget indított el FutureWave Software néven és létrehozták első saját terméküket, a SmartSketch-t. A számítógépek a PenPoint OS nevű tollal rajzoló rajzprogramot használták, viszont a SmartSketch-nek az volt a célja, hogy a számítógépes grafika létrehozása olyan egyszerű legyen, mint amikor papíron rajzol az ember. Amikor a PenPoint elbukott a kereskedelmi piacon, a SmartSketch-et átírták Microsoft Windows-ra és Mac OS-re. Ahogyan egyre népszerűbbé vált az internet, a FutureWave egy vektorgrafikán alapuló web-animációs programot kezdett el fejleszteni, amely kihívásra késztette a Macromedia Shockwave technológiáját. 1995-ben a FutureWave módosította a SmartSketch-et, mégpedig úgy, hogy frame-by-frame animációt adott hozzá és újra kiadta FutureSplash Animator néven Macintosh-ra és PC-re. Ez alatt az idő alatt a társaság felvette Robert Tatsumi programozót, Adam Grofcsik művészt és egy PR szakembert, Ralph Mittman-t. Tatsumi összpontosított a felhasználói felületre, mialatt Gay írta a grafikus renderer-t: görbe formák matematikai-kódját és a böngésző plug-in-jét. A terméket az Adobe kínálta és a Microsoft használta fel az internetes csevegő programjához, az MSN-hez. 1996 decemberében a Macromedia megszerezte a vektor-alapú animációs szoftvert és később kiadta Flash néven, amelynek címe a szerződéskötő cég, a FutureWave szavaiból származik, mégpedig a „Future” és a „Splash” szóból.

## Flashről általában
A Flash eredetileg egy egyszerű animáció-szerkesztő program volt, mára azonban egy komplex platformmá fejlődött, amely egyaránt alkalmas volt mobil tartalmak, interaktív bemutató vagy akár weboldalak készítésére.
A technológia gyors elterjedésének több oka van, például hogy megjelenésekor úttörőnek bizonyult a dinamikus tartalmak kezelésében. Ma már szinte minden felhasználói számítógépen megtalálható, mert a legtöbb böngészőprogrammal és elterjedt felhasználói operációs rendszerrel kompatibilis. Viszonylagos kis mérete és egységes, megbízható megjelenése a legstabilabb kliens oldali interaktivitást biztosító technológia a webes fejlesztések területén. A webes tartalmak jó része, és számos szolgáltatás ma már elképzelhetetlen lenne Flash (vagy a lassan megjelenő alternatívái) nélkül.
Ugyanakkor a Flash kliensoldali lejátszóprogramja korántsem tökéletes, például nem megfelelően optimalizálták a benne található ún. video codec-eket, így rendkívül erősen leterheli a kliens számítógépet. Ez például több, a közelmúltban, vagy napjainkban debütáló netbook-on is érezhető hátrányokat okoz a felhasználónak. Az Adobe ráadásul nem szívesen portolja a lejátszót új platformokra, például az Apple iPhone első generációs tagjai is kénytelenek voltak nélkülözni, és ez sok tucat, még ma is kapható okostelefonra és PDA-ra is igaz.
Hátrány továbbá, hogy a Flash-ben prezentált weboldalak tartalmait nem képes egyik keresőrendszer sem indexelni, így nem jelennek meg azok a találati listákban.
Biztonsági problémák is gyakran előfordulnak a Flash lejátszóban, amelyekre legtöbbször elkészül a javított változat, azonban az Adobe nem alkotott még szabványos és működő implementációt a friss változatok gyors és késlekedésmentes terjesztésére.
Továbbá, kizárólag Flash felhasználásával nehézkes adatbázissal és további komponensekkel üzemelő weboldalt fejleszteni, mert a Flash mint önálló HTML-objektum, sok áldozat árán hozható csak össze szerveroldali megoldásokkal, mint amilyen a PHP.
Flash tartalmakkal sok millió weboldalon találkozhatunk, és a Flash ma már nélkülözhetetlen eszköze az interaktív, látványos és szórakoztató web-nek.

## Flash Player
Egy olyan program, amely képessé teszi a számítógépünket vagy más eszközeinket arra, hogy SWF vagy FLV fájlokat jelenítsen meg. Megjelenhet önálló programként vagy böngészőbe ágyazott, úgynevezett pluginként is.
2003-as felmérés szerint a világon található személyi számítógépek 93%-án telepítve volt, ezzel az egyik legelterjedtebb program lett.

## Flash Videó
Általában egy flv kiterjesztésű állomány, amelyet az Interneten történő videó átvitelre fejlesztett ki az Adobe (korábban Macromedia), elsősorban azzal a céllal, hogy viszonylag jó minőségben és gyorsan legyen képes a felhasználó Flash Player segítségével videókat nézni a hálózaton.

## Flash-programozás
A Flash elterjedésével megjelent az igény arra, hogy a különböző tartalmi elemeket, illetve a felhasználótól érkező válaszokat dinamikusan legyen képes a Flash feldolgozni és arra megfelelő választ adni.
Flasht az ActionScript script nyelv segítségével lehet programozni, amely egy ECMAScripten alapuló programozási nyelv, mely nagyban hasonlít a széles körben elterjedt JavaScriptre. Jelenleg több verziója is létezik, ezek közül a legfrissebb a 3.0.

## Verziók
- Adobe Animate CC – 2015
- Flash CC Professional – 2013
- Flash CS6 Professional – 2012
- Flash CS5.5 Professional – 2011
- Flash CS5 Professional – 2010
- Flash CS4 Professional – 2008
- Flash CS3 Professional – 2007
- Flash Professional 8 – 2005
- Flash Basic 8 – 2005
- Flash MX Professional 2004 – 2004
- Flash MX 2004 – 2004

## Rendszerkövetelmények
- Mac OS X 10.3 rendszerre:
  - processzor: PowerPC G3 600 MHz vagy nagyobb teljesítményű
  - képernyő:	1024x768 - 16 bit
  - memória:	1024 MB
  - tárhely:	360 MB
- Microsoft Windows 2000, XP
  - processzor:	Intel Pentium III 800 MHz vagy nagyobb teljesítményű
  - képernyő:	1024x768 - 16 bit
  - memória:	1024 MB
  - tárhely:	710 MB